# Mosteiro da Trindade-São Sérgio
O Mosteiro da Trindade-São Sérgio (ou Laura da Trindade e São Sérgio) é o mais importante mosteiro russo e o centro espiritual da Igreja Ortodoxa Russa. Situa-se na cidade de Sergiev Posad, cerca de 70 km a nordeste de Moscou indo pela estrada que leva a Yaroslavl. Hoje abriga mais que 300 monges.
O mosteiro foi fundado em 1345 por um dos mais venerados santos russos, Sérgio de Radonege, que construiu a igreja de madeira em honra da Santíssima Trindade na Colina Makovets. A partir da construção de Sérgio, foram fundados outros mosteiros, tais como o Mosteiro Solovetsky, o Mosteiro Kirillo-Belozersky e o Mosteiro Simonov.
Sérgio apoiou Demétrio em sua luta contra os tártaros e enviou dois de seus monges, Peresvet e Osliabia, para participar da Batalha de Culicovo (1380). Ao final, o mosteiro foi devastado pelo fogo, quando uma unidade tártara saqueou a área em 1408.
São Sérgio foi declarado padroeiro da Rússia em 1422. No mesmo ano, a primeira catedral de pedra foi construída por um grupo de monges sérvios que se refugiaram no mosteiro após a Batalha do Kosovo. As relíquias de São Sérgio ainda podem ser vistas nessa catedral, dedicada à Santíssima Trindade. Os maiores pintores de ícones da Rússia, Andrei Rublev e Daniil Chyorny, foram chamados para decorar a catedral com afrescos. Tradicionalmente, os reis da Moscóvia eram batizados na catedral, onde havia ainda cerimônias de ação de graças.
Em 1476, Ivan III da Rússia convidou vários mestres de Pskov para construir a Igreja do Espírito Santo. Essa estrutura graciosa é um dos poucos exemplares remanescentes de igrejas russas com uma torre de sinos.
Foram necessários 26 anos para a construção da Catedral da Assunção, que foi encomendada por Ivan IV da Rússia em 1559. A catedral é muito maior que a Catedral da Dormição no Kremlin de Moscou. A magnífica iconóstase tem como destaque a última Ceia de  Simon Ushakov, sua obra prima. A igreja contém ainda os restos mortais de Boris Godunov, sua família e vários patriarcas do século XX. Com o crescimento do mosteiro, surgiu ao redor uma pequena cidade (ou possad), que hoje é a cidade de Serguiev Possad.
Pelo final do século XVII, quando o jovem Pedro I da Rússia se refugiu de seus inimigos por duas vezes no mosteiro, várias construções já tinham sido adicionadas ao local. A Igreja da Natividade de João Batista, com cinco cúpulas, foi encomendada pelos Stroganovs.
Em 1744, Isabel da Rússia conferiu ao mosteiro o título de laura. Por todo o século XIX, a laura manteve seu status de mosteiro mais rico da Rússia. Coleções medievais da sacristia da laura atraíam multidões de visitantes para ver seus manuscritos e livros. Os filósofos conservadores Konstantin Leontiev e Vassíli Rozanov estão lá enterrados.
Depois da Revolução Russa de 1917, o governo soviético fechou a laura em 1920. Seus prédios se transformaram em prédios públicos e museus. Em 1930, os sinos do mosteiro foram destruídos. Pavel Florensky e seus seguidores não puderam evitar o roubo e a venda da coleção da sacristia mas, ao todo, muitos objetos valiosos foram transferidos para outras coleções.
Em 1945, com a tolerância temporária de Joseph Stalin à igreja durante a Segunda Guerra Mundial, o mosteiro retornou para as mãos da Igreja Ortodoxa Russa. A laura continuou sendo a sede do Patriarcado de Moscou até 1983, quando foi permitido ao patriarca voltar para o Mosteiro Danilov em Moscou. Em 1993, a laura da Trindade se tornou Património Mundial.

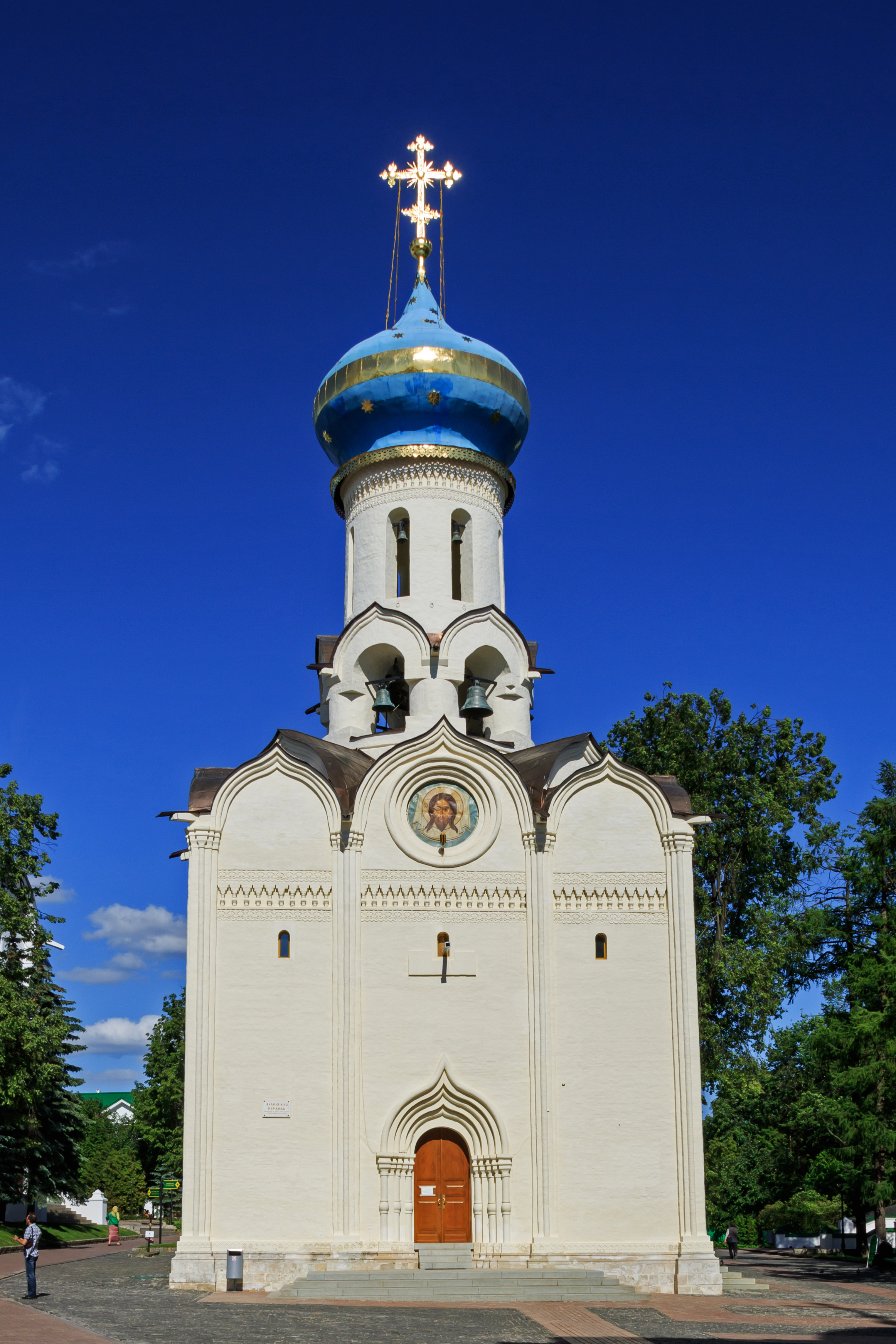
Igreja do Espírito Santo (1476)
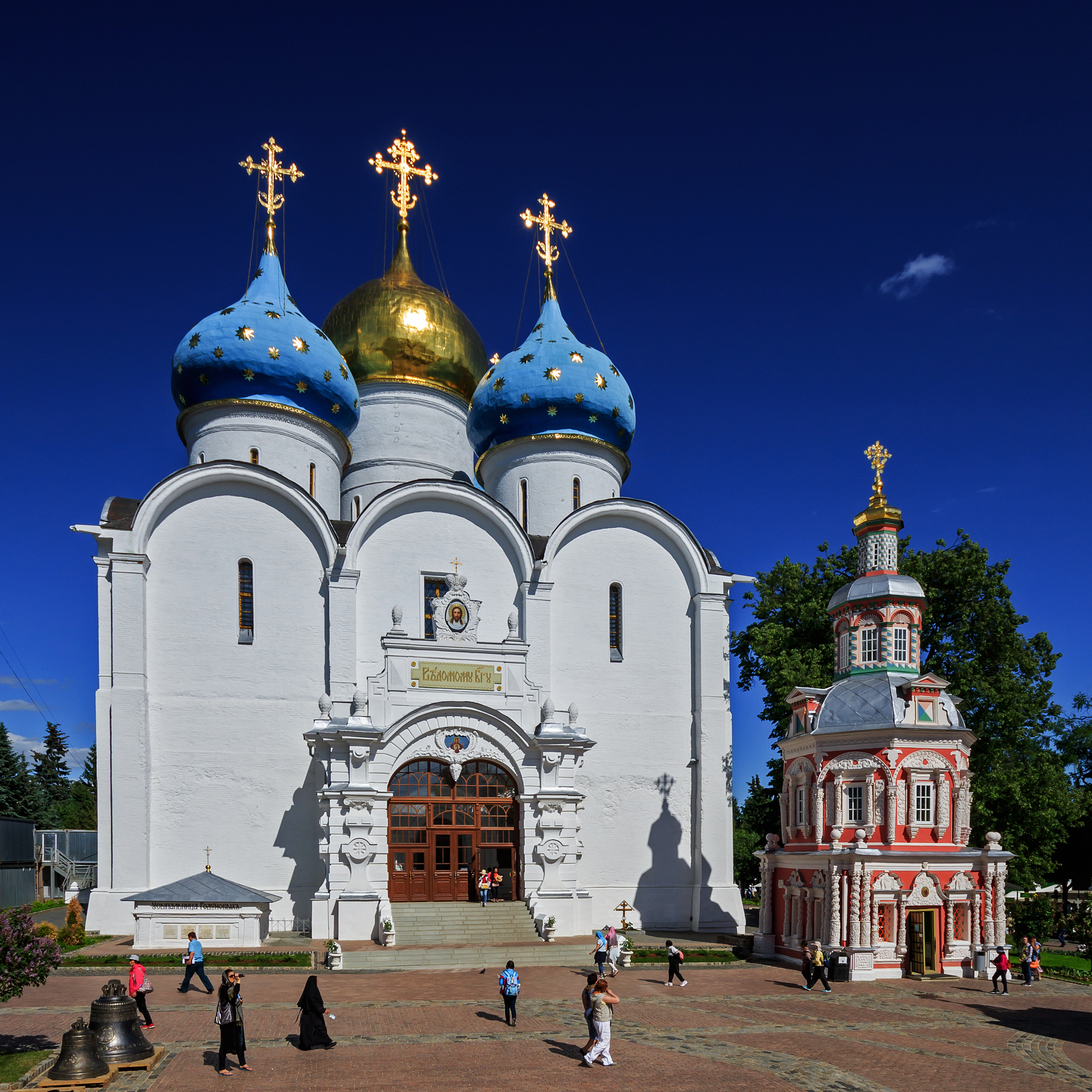
Catedral da Assunção (1559–1585)
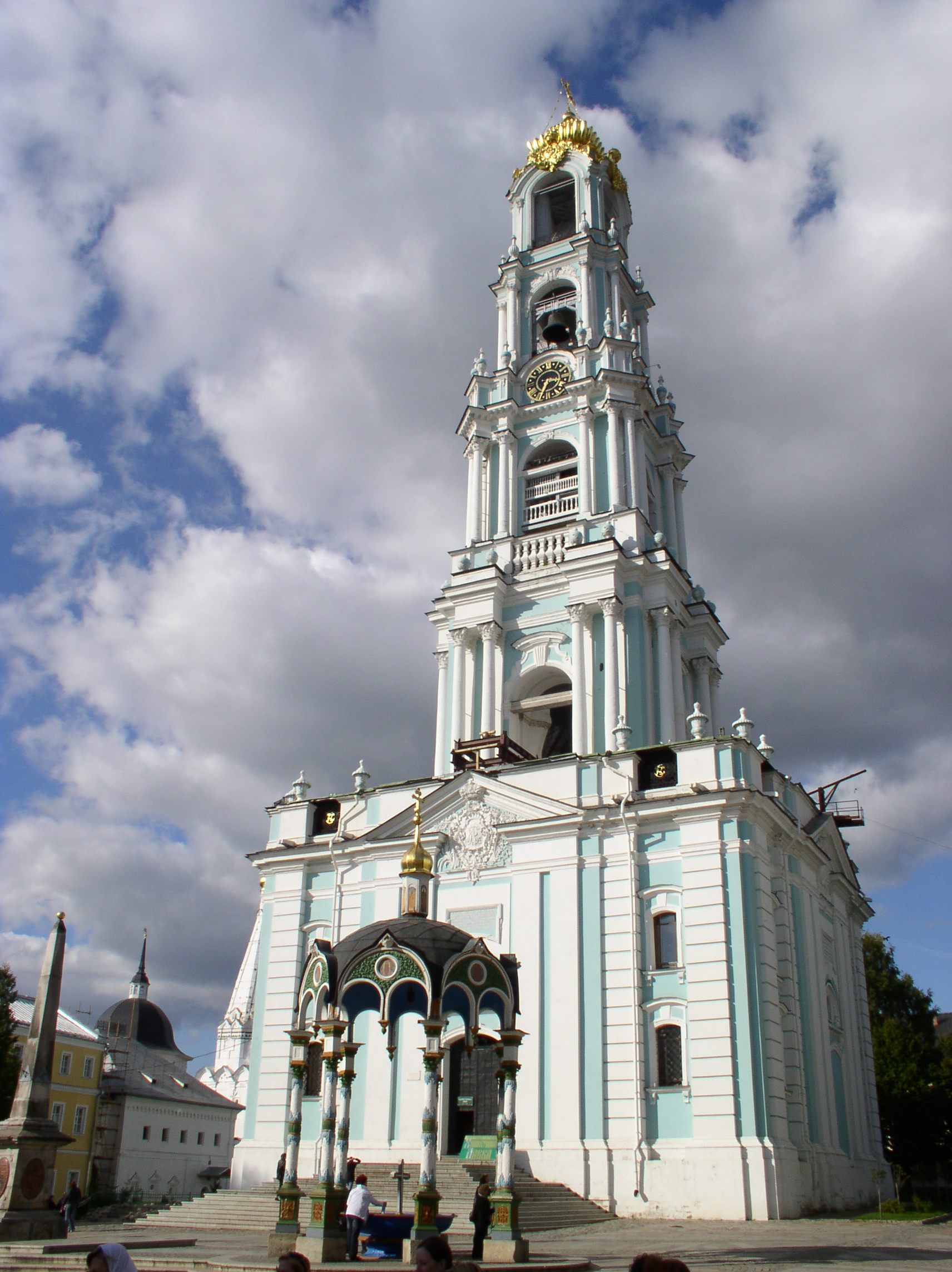
Torre dos sinos (1740–1770)